# Haematopinus quadripertusus
Haematopinus quadripertusus är en insektsart som beskrevs av Fahrenholz 1916. Haematopinus quadripertusus ingår i släktet Haematopinus och familjen hovdjurslöss. Inga underarter finns listade i Catalogue of Life.